# Droupt-Sainte-Marie
Droupt-Sainte-Marie település Franciaországban, Aube megyében. Lakosainak száma 256 fő (2022. január 1.). Droupt-Sainte-Marie Charny-le-Bachot, Droupt-Saint-Basle, Méry-sur-Seine, Prémierfait, Rhèges és Vallant-Saint-Georges községekkel határos.

## Népesség
A település népessége az elmúlt években az alábbi módon változott:
| Lakosok száma | 239  | 199  | 207  | 234  | 230  | 235  | 236  | 234  | 241  | 256  |
|               | 1968 | 1982 | 1990 | 2006 | 2013 | 2015 | 2017 | 2019 | 2020 | 2022 |